# Tweede Kamerverkiezingen 1981/Kandidatenlijst/De Vrede Partij
Dit is de kandidatenlijst voor de Tweede Kamerverkiezingen 1981 van De Vrede Partij. De partij deed alleen mee in de kieskringen VI ('s-Gravenhage), IX (Amsterdam), XI (Haarlem) en XIII (Utrecht).

## De lijst
| Posities (per lijst) | Posities (per lijst) | Posities (per lijst) | Posities (per lijst) | Naam              | Stemmenaantallen (per lijst) | Stemmenaantallen (per lijst) | Stemmenaantallen (per lijst) | Stemmenaantallen (per lijst) |
| VI                   | IX                   | XI                   | XIII                 | Naam              | VI                           | IX                           | XI                           | XIII                         |
| -------------------- | -------------------- | -------------------- | -------------------- | ----------------- | ---------------------------- | ---------------------------- | ---------------------------- | ---------------------------- |
| 1                    | 1                    | 1                    | 1                    | I.M. Ismaeil      | 57                           | 120                          | 98                           | 60                           |
| 2                    |                      |                      |                      | N. Sardar         | 20                           |                              |                              |                              |
|                      |                      | 2                    |                      | Y.A. Djendoubi    |                              |                              | 16                           |                              |
| 3                    |                      |                      |                      | A. Baksoellah     | 16                           |                              |                              |                              |
| 4                    |                      |                      | 2                    | A. Hassen Mohamed | 2                            |                              |                              | 13                           |
|                      |                      |                      | 3                    | M.J. Imamdi       |                              |                              |                              | 12                           |
| 5                    | 2                    |                      | 4                    | Y. Djendoubi      | 5                            | 7                            |                              | 6                            |
|                      | 3                    |                      |                      | J. Keeskamp       |                              | 32                           |                              |                              |

PvdA · CDA · VVD · D'66 · SGP · PPR · CPN · GPV · PSP · Rechtse Volkspartij · DS'70 · RKPN · Partij van Rijksgenoten · Kleine Partij · God Met Ons · Nederlandse Evolutie Partij · Leefbaar Nederland · SP · De Vrede Partij · RPF · Realisten '81 · IKB · NVU · Centrumpartij · Partij tot Likwidatie van Nederland · Wereld Welzijns Bewustwording · EVP · SOS